# Granadilla
Granadilla è un distretto della Costa Rica facente parte del cantone di Curridabat, nella provincia di San José.